# Colfax (Washington)
Colfax é uma cidade localizada no estado norte-americano de Washington, no Condado de Whitman.

## Demografia
Segundo o censo norte-americano de 2000, a sua população era de 2844 habitantes.
Em 2006, foi estimada uma população de 2694, um decréscimo de 150 (-5.3%).

## Geografia
De acordo com o United States Census Bureau tem uma área de
4,3 km², dos quais 4,3 km² cobertos por terra e 0,0 km² cobertos por água.

## Localidades na vizinhança
O diagrama seguinte representa as localidades num raio de 28 km ao redor de Colfax.